# Camarasa (kommun)
Camarasa är en kommun i Spanien.   Den ligger i provinsen Província de Lleida och regionen Katalonien, i den nordöstra delen av landet, 400 km öster om huvudstaden Madrid. Antalet invånare är 945. Arean är 157 kvadratkilometer. Camarasa gränsar till Àger, Alòs de Balaguer, Balaguer, Vilanova de Meià, Cubells, La Sentiu de Sió, Os de Balaguer, Les Avellanes i Santa Linya och Llimiana. 
Terrängen i Camarasa är kuperad åt sydväst, men åt nordost är den bergig.
Camarasa delas in i:
- Fontllonga i Ametlla